# 十五岁
《十五歲》（英語：Fifteen）是美國創作歌手泰勒絲的一首歌曲，收錄於其第2張錄音室專輯《放手去爱》中。這首歌由泰勒絲創作，她和内森·查普曼共同製作。2009年8月30日，歌曲由大機器唱片作為專輯的第4支單曲發行。歌曲的創作靈感源於泰勒絲和她最好的朋友之一阿比盖尔·安德森在亨德森維爾高中讀高一時的經歷。兩人都經歷了感情破裂。由於歌曲中有個人指代，在歌曲創作完成之後，泰勒絲詢問安德森是否可以錄製這首歌曲。在得到安德森允許之後，歌曲最終被收錄於《放手去爱》中。《十五歲》是一首谣曲，其歌詞以追憶15歲往事的形式告誡青少年不要輕易陷入情網中。
《十五歲》在《告示牌》百强单曲榜最高排第23名，其美國數位銷量已超過100萬。歌曲的音樂錄影帶由羅曼·懷特執導，在綠色键背景下拍攝，並使用了許多特殊視覺效果。在影片中，泰勒絲在一個花園裡行走，並在那裡回憶起了許多與安德森的經歷。錄影帶獲得了2010年MTV音樂錄影帶大獎“最佳女藝人錄影帶”提名，但輸給了女神卡卡的《罗曼死》。泰勒絲曾多次現場表演了歌曲，包括無懼的愛巡迴演唱會和愛的告白世界巡迴演唱會等巡演。泰勒絲還與電商百思买合作開啟了@15項目，以鼓勵青少年為慈善事業募款。

## 背景

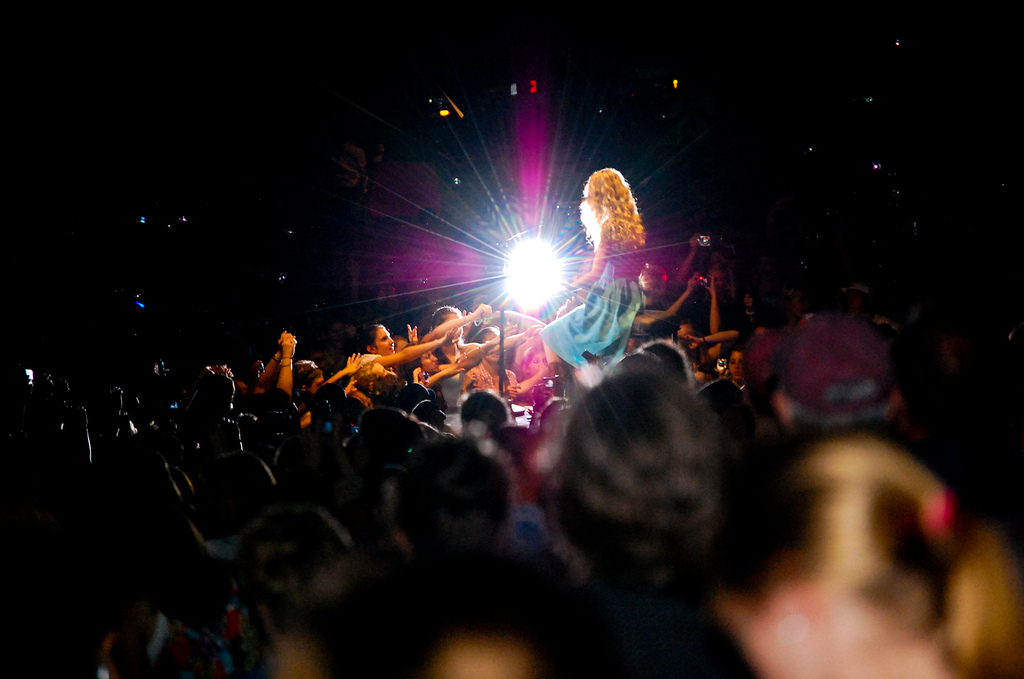
泰勒絲在無懼的愛巡迴演唱會上表演《十五歲》

泰勒絲以歌詞“And Abigail gave everything she had to a boy/ Who changed his mind/ We both cried”（而阿比盖尔卻獻出了自己的全部 / 給一個改變心意的男生 / 我們都哭了）開始了歌曲的創作，這段歌詞最終成為歌曲的橋段，並在之後才開始創作其它部分。歌曲歌詞與泰勒絲在亨德森維爾高中讀高一時的經歷相關。她在那裡遇見了自己最好的朋友阿比盖尔·安德森。泰勒絲表示：“我決定將我高一時候的一些經歷講出來，那一年是我迄今為止成長最多的一年”。在那一年，泰勒絲和安德森都經歷了初戀，但最終都體會到了失戀的心碎。除了回憶過往經歷之外，為了警醒一些已經進入高中或即將進入高中的女生，泰勒絲還在歌中寫下了一些告誡式的歌詞。她表示，自己真希望以前能有人告訴她這些。她認為，關於高中的那些事情，“妳們什麼都不懂，但卻認為妳們什麼都懂。”
在完成歌曲的創作之後，泰勒絲不知道安德森會怎麼回應這首歌，因此，她將歌曲拿給安德森看時非常緊張。泰勒絲表示：“這真的是一首超私人的歌，尤其是從她的角度看”。泰勒絲給安德森表演了這首歌，並問她有沒有什麼不舒服的感覺。安德森回憶道：“她對我講：『如果妳的名字出現在一首超私人的歌曲中，妳會覺得困擾嗎？』但我覺得這正是我們兩個的心聲，我是無所謂啦。如果有女生能從這樣的歌中學到什麼，哪怕只是接觸到這樣的歌，那我覺得完全是值得的。”征得安德森的同意之後，泰勒絲和內森·查普曼錄製了這首歌。泰勒絲在錄製這首歌的時候曾哭了起來，她表示《十五歲》這首歌經常讓她控制不住情緒。

## 音乐录像带
歌曲的音樂錄影帶由羅曼·懷特執導。懷特希望能做一些和泰勒絲過往錄影帶不同的東西。為達成這一目的，他決定將錄影帶背景設置在高中外面。他解釋道：“嗯，我覺得我真心想讓這部影片成為泰勒絲的一大新紀元（……）我真的對她說過：『我覺得我們不該在高中錄製這部影片』，我覺得她應該也不想這麼辦吧。”懷特決定以歌曲的字面含義著手佈置影片背景。最終，他將影片以泰勒絲能重回記憶中某個時刻的世界為背景，並表示：“我們就取用這首歌的字面含義吧，看著歌曲在我們面前發展下去……這些都是你頭腦中記憶的一部分。接著我們創造這個世界，在那裡，你行走在一片荒漠中，開始唱著有關自己記憶的那些東西……你愛的一切在你周圍盛開著，所以我們在她身邊安放了一個花園。”此外，懷特還決定將記憶與花園做連結，製造一些超現實主義的元素。當泰勒絲感到高興的時候，花園會成長，當泰勒絲感到傷痛時，雲朵消失，花園則會毀滅。

泰勒絲與她最好的朋友之一阿比盖尔·安德森回憶過去的經歷

泰勒絲的朋友之一阿比盖尔·安德森在影片中扮演本人。泰勒絲和安德森的戀愛對象演員則由斯威夫特根據電郵的照片親自選派。影片共拍攝了2日。拍攝首日，泰勒絲和阿比盖尔在綠色键下拍攝。在這段場景中，懷特向泰勒絲展示了影片中動畫課桌的樣子，以讓泰勒絲更好地演出。對於安德森的演技，泰勒絲感到印象非常深刻。她認為，雖然安德森缺乏經驗，但她的演出實在“富有創造力”。第二天，高中的場景開始拍攝。團隊使用了人造雨。之後，懷特和视觉效果團隊為影片加上了背景，他表示：“如果你觀看這部影片的線下剪輯版，你會發現背景都是綠的，泰勒絲在一塊巨大的綠色熒幕下走著。許多人為這部影片都付出了許多，我覺得這部影片的每一樣細節都非常令人驚訝。”在製作影片時，视觉效果團隊有時會熬夜工作，他們希望能讓影片看起來有“魔幻般”。在影片拍攝的過程中使用的一些道具，如門、課桌等在之後都重新以數位動畫的道具代替。由於剩下的鏡頭是分開拍攝的，懷特覺得很難將它們自然地拼接在一起。
影片以泰勒絲穿著白裙，赤腳走近一個高拱門開始，周圍一片荒涼。泰勒絲看著門上附著的照片，走進了門。在門的另一側，動畫製作的花朵和藤蔓生長著，高中的人和物在鏡頭中時隱時現。泰勒絲走進自己的記憶世界，開始在樹下彈奏原音吉他。之後，安德森出現，坐在黑板前的課桌下，泰勒絲在安德森鄰座坐下，兩人竊竊私語起來，並且大笑著。接著，安德森開始她第一次約會，她親吻了約會對象，但約會對象要更進一步時，安德森一把推開了他。泰勒絲則在旁邊彈著同名吉他。之後，安德森的約會對象和周圍的場景消失，只剩下安德森獨自坐在石凳上。泰勒絲走到安德森跟前，緊緊地抱著她，周圍環境變得黑暗而陰沉了起來。接著，鏡頭在泰勒絲在雨中唱歌和抱著安德森之間反復切換。在環境惡化之後，影片回到了現實，泰勒絲穿著黑色雨衣，在高中的路上行走。泰勒絲看見大樓入口處有個學生，兩人眼神示意了一番後，影片結束。

## 曲目列表
- CD單曲[11]/ 數位下載[12]

1. "Fifteen" (Album Version) – 4:54
2. "You Belong with Me" (Radio Mix) – 3:50

- 澳大利亞流行混音剪輯版數位下載[13]

1. "Fifteen" (Pop Mix Edit) – 4:01

## 榜单
| 榜单（2009年–2010年）               | 最高 排位 |
| ----------------------------------- | --------- |
| 澳大利亚（澳大利亚唱片业协会榜）    | 48        |
| 加拿大（Canadian Hot 100）          | 19        |
| 美国（《告示牌》百大單曲榜）        | 23        |
| 美國（《告示牌》成人當代單曲榜）    | 12        |
| 美國（《告示牌》Adult Pop Airplay） | 14        |
| 美國（《告示牌》热门乡村歌曲榜）    | 7         |
| 美國（《告示牌》Pop Airplay）       | 10        |

| 榜單（2010年）                   | 排位 |
| -------------------------------- | ---- |
| 美國（《告示牌》當代成人單曲榜） | 28   |

| 地區                     | 认证     | 认证单位/销量 |
| ------------------------ | -------- | ------------- |
| 加拿大（加拿大音乐协会） | 金       | 0*            |
| 美国（美國唱片業協會）   | 2× 白金† | 1,323,000     |
| ^僅含認證的出貨量        |          |               |

## 外部連結
- "Fifteen"（页面存档备份，存于） music video on YouTube (posted by Swift's Vevo)
- Lyrics at Taylor Swift official site